# Mörk sorgvipa
Mörk sorgvipa (Vanellus lugubris) är en afrikansk fågel i familjen pipare inom ordningen vadarfåglar. Den påträffas på savann i Afrika söder om Sahara. Beståndet anses vara livskraftigt.

## Utseende och läte
Mörk sorgvipa är en liten (26–28 cm) och slank, gråhuvad vipa. Den är mycket lik ljus sorgvipa (Vanellus melanopterus), men är något mindre och slankare och har längre ben. Vidare har den en tydligare markerad men mindre vit fläck i pannan och smalare svart bröstband. Runt ögat syns en gulaktig, ej rödaktig,  ögonring och i flykten uppvisar den vit bakkant på armpennorna (svart hos ljus sorgvipa). Lätet är ett flöjtlikt och tilltalalnde "tyu-u" eller "tyu", aldrig upprepat i serier.

## Utbredning och systematik
Fågeln förekommer på savann i Afrika söder om Sahara, i följande områden:
- södra Mali
- norr om skogszonen i Guinea och Elfenbenskusten
- utmed kusten från Sierra Leone och vidare fläckvist till sydvästra Nigeria
- Gabon, västra Demokratiska republiken Kongo och centrala västra Angola österut till Kenya och söderut genom Tanzania, nordöstra Zambia, Malawi och Moçambique till östra Sydafrika (KwaZulu-Natal)
- öar utanför Tanzania (Pemba, Zanzibar, Latham och Mafia)

Tillfälligt besöker den även Senegal där den har häckat. Den ses också utanför häckningstid i södra Somalia. Arten behandlas som monotypisk, det vill säga att den inte delas in i några underarter.
Mörk sorgvipa har tidigare placerats i släktena ’’Hoplopterus’’ eller ’’Stephanibyx. Den anses stå nära ljus sorgvipa, men skiljer sig både utseende- och beteendemässigt.

## Levnadssätt
Mörk sorgvipa hittas i torrt och öppet landskap, ibland med inslag av buskar och träd. Den lever av små ryggradslösa djur som insekter och deras larver, framför allt skalbaggar, men även gräsfrön. Den har noterats födosöka nattetid. Fågelns häckningstid varierar stort mellan områden.

## Status och hot
Artens population har inte uppskattats och dess populationstrend är okänd, men utbredningsområdet är relativt stort. Internationella naturvårdsunionen IUCN anser inte att den är hotad och placerar den därför i kategorin livskraftig.

## Taxonomi och namn
Mörk sorgvipa beskrevs vetenskapligt av René Primevère Lesson 1826. Det vetenskapliga artnamnet lugubris betyder "sorgsam", av latinets lugere, "att sörja". På svenska har den även kallats senegalvipa.